# Азобисизобутиронитрил
Азобисизобутиронитрил (динитрил азобисизомасляной кислоты, ДАК, AIBN) — органическое вещество класса азосоединений и нитрилов. Применяется как инициатор радикальной полимеризации и других реакций со свободнорадикальным механизмом. Представляет собой белый порошок, плохо растворимый в воде и хорошо растворимый в этаноле и других органических растворителях.

## Механизм разложения
Азобисизобутиронитрил разлагается при нагревании свыше 40 °C с выделением газообразного азота с образованием двух 2-цианопроп-2-ильных радикалов:

## Химические свойства
Радикалы, образующиеся при разложении азобисизобутиронитрила, могут инициировать свободнорадикальную полимеризацию и другие реакции, инициированные радикалами. Например, смесь стирола и малеинового ангидрида в толуоле будет полимеризоваться при нагревании с образованием сополимера при добавлении ДАК. Другим примером радикальной реакции, которая может быть инициирована ДАК, является гидрогалогенирование алкенов против правила Марковникова.

### Бензилбромирование
ДАК можно использовать в качестве радикального инициатора бромирования в реакции Воля — Циглера.

### Реакция ДАК и гидрида трибутилолова (HSnBu3)
Как было отмечено выше ДАК, разлагается с образованием 2-циано-2-пропильного радикала при нагревании, который затем отщепляет водород от гидрида трибутилолова. В результате образуется радикал трибутилолова, который можно использовать во многих реакциях. Например, этот радикал можно использовать для удаления брома из алкена.

### Гидрогалогенирование алкенов
Реакция начинается с разложения ДАК на 2-циано-2-пропильные радикалы, которые отрывают водород от HBr, оставляя радикал брома. Радикал брома далее присоединяется к алкену. При гидрогалогенировании алкена с использованием ДАК региоселективность галогена происходит против правила Марковникова.

## Получение
- Из ацетона, цианида натрия и сульфата гидразина через 2,2'-циангидразо-бис-пропан[1][2]:

- Из ацетонциангидрина и гидразина с последующим окислением[3]:
{\displaystyle {\ce {2(CH3)2C(CN)OH + N2H4 -> [(CH3)2C(CN)]2N2H2 + 2H2O}}}
{\displaystyle {\ce {[(CH3)2C(CN)]2N2H2 + Cl2 -> [(CH3)2C(CN)]2N2 + 2 HCl}}}

## Применение
- Инициатор радикальной полимеризации[4];
- Соинициатор в реакции Бартона[5];
- Инициатор в реакции Воля-Циглера[5];
- Соинициатор в реакции Дауда[5];
- Соинициатор в реакции Уина-Сторка[5].

## Токсикология и безопасность
Азобисизобутиронитрил весьма ядовит, поскольку при термическом разложении ДАК образуется высокотоксичный тетраметилсукционитрил. Однако ДАК гораздо безопаснее в использовании, чем бензоилпероксид, потому что риск взрыва намного меньше. Тем не менее ДАК считается взрывоопасным соединением, интенсивно разлагающимся при температуре выше 65 °C. При его применении рекомендуется использовать респиратор, защитные перчатки и очки.